# William Edward Augustin Aikin
William Edward Augustin Aikin (1807 - 1888) foi um botânico norte-americano.